# Quatrième circonscription de la préfecture de Hyōgo
La quatrième circonscription de la préfecture de Hyōgo (兵庫県第4区, Hyōgo-ken dai-yon-ku) est l'une des douze circonscriptions législatives que compte la préfecture de Hyōgo au Japon.

## Description géographique
Entre 1994 et 2013, la quatrième circonscription de la préfecture de Hyōgo regroupait les villes de Nishiwaki, Miki, Ono et Kasai, l'arrondissement de Nishi de la ville de Kobe et les districts de Minō (ja), Katō (ja) et Taka.
Depuis 2013, elle comprend les villes de Nishiwaki, Miki, Ono, Kasai et Katō, l'arrondissement de Nishi de la ville de Kobe et le district de Taka,.

## Députés
| Législature | Début de mandat | Fin de mandat | Député élu             | Parti politique | Parti politique |
| ----------- | --------------- | ------------- | ---------------------- | --------------- | --------------- |
| 41e         | 1996            | 2000          | Kiichi Inoue (ja)      |                 | Shinshintō      |
| 42e         | 2000            | 2003          | Kiichi Inoue (ja)      |                 | PC              |
| 43e         | 2003            | 2005          | Kiichi Inoue (ja)      | NPC             |                 |
| 44e         | 2005            | 2009          | Kiichi Inoue (ja)      |                 | PLD             |
| 45e         | 2009            | 2012          | Shōichi Takahashi (ja) |                 | PDJ             |
| 46e         | 2012            | 2014          | Hisayuki Fujii (ja)    |                 | PLD             |
| 47e         | 2014            | 2017          | Hisayuki Fujii (ja)    |                 | PLD             |
| 48e         | 2017            | 2021          | Hisayuki Fujii (ja)    |                 | PLD             |
| 49e         | 2021            | 2024          | Hisayuki Fujii (ja)    |                 | PLD             |
| 50e         | 2024            | -             | Hisayuki Fujii (ja)    |                 | PLD             |